# Ernesto Lupo
Ernesto Lupo (San Mauro la Bruca, 12 mei 1939) is een voormalig Italiaans raadsheer en raadgever justitie voor ministers van Justitie en voor de president van Italië.

## Levensloop
Lupo groeide op in San Mauro la Bruca in Campanië. 
Na het behalen van een doctoraat in de rechten werkte hij als magistraat in strafzaken in Rome; dit was van de jaren 1960 tot jaren 1970.
Van de jaren 1970 tot 2000 werkte Lupo op achtereenvolgende kabinetten als adviseur van de minister van Justitie. Hij was lid van werkgroepen voor de hervorming van het strafrecht en werd raadsheer bij het Hof van Cassatie.
In 2010 werd Lupo bevorderd tot Eerste Voorzitter van het Hof van Cassatie. Hij bleef in ambt tot 2013. Vervolgens, van 2013 tot 2017, werkte hij op het Presidentieel paleis als raadgever in gerechtelijke zaken. Eerst was dit bij president Giorgio Napolitano, vervolgens bij Sergio Mattarella.
In 2017 ging Lupo met emeritaat. Hij is vereerd met het grootkruis van de Orde van Verdienste van Italië.